# Округ
Округ (рус. округ, буг. окръг, укр. округа) је српски назив за управно подручје у Републици Србији. Речи истог или сличног облика и значења срећу се и у другим словенским језицима. Дата српска реч је одговарајућа енглеској речи дистрикт (district).

## Порекло и развој речи
Реч округ  је словенског порекла. Изведена је од речи круг, у значењу: окружено, обухваћено, опасано подручје. На сличан начин изведене су и речи сличног значења у још неким индоевропским језицима (фр. Arrondissement).
Дата реч се среће у већини словенских језика, где је махом очувала првобитно значење (мада је негде застарела, нпр. у чешком језику):
- округ = = = = = (чеш. Оkruh)

## Појам округа у државама

### Србија
У данашњој Републици Србији постоји подела на 29 округа + Град Београд. Најновија подела Србије на округе спроведена је 1992. године, уместо дотадашњих заједница општина, а раније срезова.

### Бугарска
У Бугарској је подела државе на округе постојала у раздобљу од 1946. до 1987. године, после чега је земља издељена на области.

### Русија
У историји Русије од Царске Русије преко СССР-а до данашње Русије окрузи као засебне јединице јављали су се више пута и у различитим облицима и нивоима месне самоуправе.
Током Царске Русије окрузи су били засебне подручне јединице настањене козацима са великим степеном самоуправе. Исти су укинути 1920. године, са пропашћу старог система управе.
У прво време Совјетског Савеза окрузи су били главни облик управне поделе државе. До 1930. године већина датих округа је укинута и уступила место рејонима. Једино је у области Закарпатја појам округа остао устаљен до дан-данас.
Године 1970. правно су створени национални окрузи, који су већ 1977. године преиначени у аутономне округе. Дате самоуправне јединице су образоване за подручја матично насељена од стране малобројних и раштрканих мањина у Сибиру. Аутономни окрузи су се очували и у савременој Русији, иако је последњих година неколико укинуто. (види → Аутономни окрузи Русије).
У савременој Русији су 2000. године правно су створени 7 федералних округа, као највише поделе државе. Године 2010, створен је и осми округ. Дате самоуправне јединице су образоване од више нижих федералних јединица (махом федералних република, крајева и области). Права федералних округа су прилично ограничена. (види → Федерални окрузи Русије).
Поред свега, у савременој Русији правно постоје и градски окрузи, који обухватају подручје града средње величине (најчешће 50-100 хиљ. становника.). Друге јединице сличне величине и броја становника нису окрузи, већ су рејони — сеоски рејони или рејони са обухватом мањег града и његове сеоске околине. На крају, у свакодневном говору реч округ се спомиње и у изразима попут сеоског округа, станичног округа итд., све у поимању средишњег места са околином, без правног или управног значаја.